# Bach an der Frohndelle
Der Bach an der Frohndelle ist der knapp zwei Kilometer lange rechte Quellbach des Crumbachs. Er hat die gleiche GKZ wie der Crumbach und  wird deshalb von manchen auch als Bezeichnung für dessen Oberlauf angesehen.

## Geographie

### Verlauf
Der Bach an der Frohndelle entspringt auf einer Höhe von etwa 276 m ü. NHN im Odenwald südwestlich von  Fränkisch-Crumbach.
Er fließt in nordöstlicher Richtung durch Grünland und fließt schließlich westlich von  Fränkisch-Crumbach  auf einer Höhe von ungefähr 198 m ü. NHN mit dem Güttersbach zum Crumbach zusammen.
Sein etwa 1,6 km langer Lauf endet ungefähr 78 Höhenmeter unterhalb seiner Quelle, er hat somit ein mittleres Sohlgefälle von etwa 49 ‰.

### Einflussgebiet
Das Einflussgebiet des Bachs an der Frohndelle liegt im  Neunkircher Höh-Odenwald einem Teilgebiet des Vorderen Odenwald und wird über den Crumbach, die Gersprenz, den Main und den Rhein zur Nordsee entwässert.
Es grenzt
- im Nordosten an das des Güttersbachs
- im Südosten an das des Crumbachzuflusses Springersbach[3] und an das des Gersprenzzuflusse  Michelbach
- im Süden und Südwesten an das des Eberbachs, einem Zufluss des Mergbachs, dem linken Quellbach der  Gersprenz
- und im Westen an das des Meßbachs, einem Zufluss des Fischbachs, der seinerseits  auch in die Gersprenz mündet.

Die höchste Erhebung liegt im Märkerwald und ist 445,5 m ü. NHN hoch.
Das  Einflussgebiet im Bereich des Oberlaufes ist in den bergigen Randbereichen bewaldet, in der Auenebene dominiert Grünland, teilweise auch Ackerland und am Unterlauf herrschen Siedlungen vor.

### Flusssystem Gersprenz
- Fließgewässer im Flusssystem Gersprenz